# Rucanelo
Rucanelo est une localité rurale argentine située dans le département de Conhelo, dans la province de La Pampa.

## Démographie
La localité compte 219 habitants (Indec, 2010), soit une augmentation de 6 % par rapport au précédent recensement de 2001 qui comptait 234 habitants.